# Bourriquette
La borriqueta o bourriquette és una sopa tradicional occitana a base d'agrella i a la qual s'hi afegeix un ou escaldat.